# Lauwers te Grootegast
De Lauwers te Grootegast (na 1954: Lauwers Grootegast) is een voormalig waterschap in de Nederlandse provincie Groningen.
Het waterschap lag ten zuiden van het Hoendiep (het huidige Van Starkenborghkanaal), ten westen van Dorp, pal tegen de grens van de provincie Friesland, de Lauwers, aan. De afwatering waterde via een duiker onder de Friese dijk door af op het Friese waterschap Stroobos. Hiervoor betaalde het Groningse schap ƒ 160 per jaar aan het Friese. Geertsema meldt niet of dit omstreeks 1910 was, of dat het een vast bedrag was.
Waterstaatkundig gezien ligt het gebied sinds 2000 binnen dat van het wetterskip Fryslân.